# Saint-Gildas-de-Rhuys

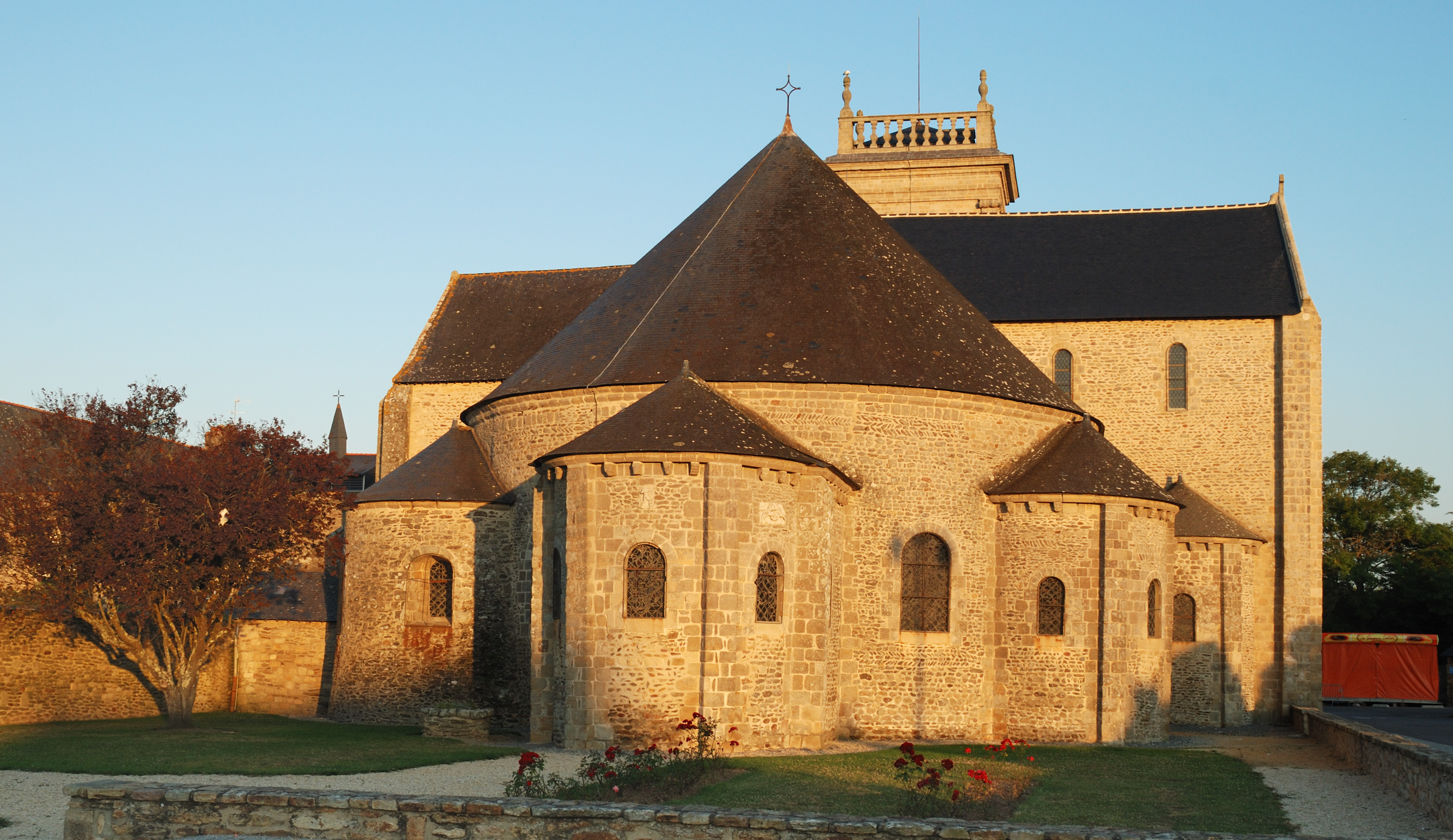
Kyrkan i Saint-Gildas-de-Rhuys

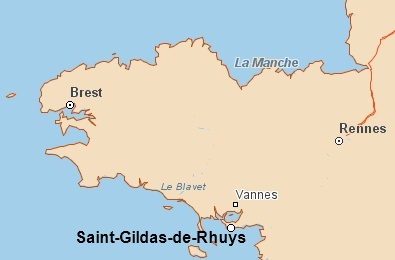
Kommunens läge

Saint-Gildas-de-Rhuys är en fransk kommun i departementet Morbihan och regionen Bretagne, belägen på Rhuyshalvön nära Vannes. År 2022 hade Saint-Gildas-de-Rhuys 1 784 invånare.
Det finns ett kloster med samma namn, grundat år 536 av St Gildas. Det inträdde i benediktinorden 818 och Abélard blev vald till biskop 1125.

## Befolkningsutveckling
Antalet invånare i kommunen Saint-Gildas-de-Rhuys
| Referens: INSEE |